# Спринський Іван Мирославович
Іван Мирославович Спринський (нар. 5 серпня 1986, Львів) — український громадський діяч, активіст Євромайдану, волонтер АТО, керівник громадської організації «Рабів до Раю не пускають», ініціатор створення 1-ї і 2-ї медичних рот при Національній Гвардії України.

## Життєпис
Народився 5 серпня 1986 року у Львові. Навчався у Львівському національному університеті імені Івана Франка на юридичному факультеті. 

### Участь у «Революції Гідності»
Після революції гідності з групою однодумців виїхав у напрямку Києва. Відтоді і до лютого 2014 року разом із колегами переважно займався перевезенням активістів на Майдан, а також транспортуванням на власному автомобілі харчів, одягу та медикаментів для Євромайданівців. У березні 2014 року заснував громадське формування «Рабів до раю не пускають», яке допомагало в патрулюванні Львова для забезпечення громадського правопорядку та допомозі правоохоронним органам.

## Волонтерська діяльність
У березні 2014 року почав займатись волонтерською діяльністю, а саме збором гуманітарної допомоги та відправкою її на передову в зону проведення АТО для підрозділів ЗСУ та добровольчих батальйонів, чим займається по сьогодні.  
Був ініціатором створення першої медичної роти імені Пирогова при Національній гвардії України, яка дислокувалася в Артемівському госпіталі.
З серпня 2014 року до серпня 2015 року був керівником грантового проекту «Люстраційна приймальня» у Львові, яка надавала безкоштовні юридичні консультації незахищеним верствам населення.
Крім цього, розпочав діяльність тренувань зі страйкболу, де громадян навчали цивільної оборони інструктори, які раніше перебували на територіях військових конфліктів у інших країнах.
- Акція "ЗАМІСТЬ КВІТІВ – ДОПОМОГА АРМІЇ" серпень 2015 року.[4]

Активісти ГО «Рабів до раю не пускають» та ГО «Пріорітет права» протягом трьох тижнів працювали над ініціативою «Замість квітів на перше вересня – допоможи військовому». До акції доєдналось 15 шкіл Львова.

## Громадська діяльність
- Колони на Київ. Грудень 2013 [5] [6]

Організація виїзду зі Львова автоколон з активістами на Майдан до Києва.
- Акція проти призначення нового керівника ДАІ. Березень 2014 року.[7]

Участь в акції протесту проти призначення на посаду керівника ДАІ скандального Богдана Мицака. У квітні було організовано повторну акцію протесту з вимогою до Мицака написати рапорт на звільнення. Акція була успішною і Мицак написав. Однак той потім всеж поновився на роботі.
- Акція в службі автомобільних доріг, квітень 2014 року.

Під час автопробігу «Броди-Радехів» разом із головою Львівської облради Олександром Ганущином, завітали до начальника Служби автодоріг Львівщини Юрія Лазаренка і вимагали в нього підрахувати і обмалювати кожну яму на дорозі – аби вберегти водіїв від пошкоджень.
- Акція в Укртрансінспекції, квітень 2014 року.

ГО «Автосотня» вимагала звільнення керівника львівського управління Укртрансінспекції Євгена Талохи, у зв'язку з його перешкоджанням виїзду активістів до Києва на Євромайдан.
- Акція під ДАІ Львівщини, квітень 2014 року.

Спільно з громадськими організаціями Львова протестували проти призначення керівником обласного ДАІ Степана Харабару, оскільки той спершу мав пройти люстраційну перевірку від громадських активістів.
- Акція під Держархбудконтролем, квітень 2014 року.

Пікет проводився у зв'язку з відсутністю громадської ради при ДАБІ.
- Акція за звільнення голови ЛОДА Ірини Сех, травень 2014 року.[8]

Спільно з громадськими організаціями Львівщини брав участь у пікеті під стінами ЛОДА. Метою акції було звільнення тодішньої голови ЛОДА Ірини Сех у зв'язку з тим, що вона поєднувала посаду очільниці із посадою народної депутатки.
- Акція під консульством Росії у Львові, червень 2014 року. [9][10] [11]

Спільно з громадськими організаціями Львова організували акцію протесту під консульством Росію у Львові, у зв'язку з проведенням в будівлі консульства урочистих подій з нагоди святкування "дня Росії".
- Акція в Управлінні лісового та мисливського господарства Львівщини, червень 2014 року[12]

Акція була організована з метою домогтись звільнення головного лісника Львівщини Андрія Тирчика, у зв'язку з тим, що він змушував працівників лісових господарств області здавати гроші на допомогу київському Антимайдану під час Революції Гідності. Під час цієї акції Андрію Тирчику раптово стало погано і з кабінету його забрали на швидкій
- Акція під Польським консульством у Львові, липень 2014 року. [13]

Захід було проведено через польських прикордонників, які затримали на кордоні українських волонтерів із бронежилетами, ГО "Автосотня" обіцяла принести під Польське консульство «10 тонн зіпсованої капусти», якщо волонтерів не відпустять.
- Автопробіг до річниці Євромайдану. листопад 2о14 року.[14]

ГО «Автосотня самооборони», ГФ «Рабів до Раю не пускають» та  ГФ «Варта – 1» організували та провели автопробіг у м. Львові на честь річниці Революції гідності.
- Акція під ДФС Львівщини, березень 2015 року.

Протестна акція була присвячена введенню оподаткування волонтерської діяльності. 
- Акція у Профспілках Львівщини, березень 2015 року. [15]

Го "Рабів до Раю не пускають" та ГО "Автосотня"  завітали на з'їзд "Об'єднання профспілок Львівщини" та звинуватили тодішнього керівника у продажі майна профспілок за заниженими цінами.
- Акція під ДФС Львівщини, червень 2015 року.[16]

Після того, як голова ДФС України Роман Насіров без конкурсу призначив головою львівської податкової Ірину Столярик з ДФС в Івано-Франківській області, члени Го "Рабів до Раю не пускають", ГО "Автосотня" та інших громадських організацій Львівщини організували акцію протесту з вимогою до Насірова провести конкурс та призначити нового голову ДФС.
- Акція проти російських банків у Львові, серпень 2015 року.[17][18]

Спільно з громадськими організаціями Львова організували протестні акції під офісами «ВіЕс банку», «Сбербанку Росії» та «ВТБ банку» з вимогою закрити свої відділення.
- Акція на озері Задорожнє, серпень 2015 року. [19]

Спільно з громадськими організаціями Львівщини та тодішнім очільником ЛОДА Синюткою О.М. провели демонтаж незаконно встановлених парканів навколо озера Задорожнє.
- Акція проти незаконних забудов на озері в смт. Брюховичі, жовтень 2015 року.[20]

15 жовтня, в селищі міського типу Брюховичі, на березі озера, відбулася зустріч мешканців цього селища з представниками ГО «Рабів до раю не пускають», ГО «Пріоритет права», ГО «Автосотня Самооборони», ГО «Варта 700», ГО «Варта 1», ГО «Економічний бойкотний рух», ГО «Самооборона Львівського Євромайдану», ГО «Розвиток громади», ГО «Кредитний майдан», рядом інших громадських активістів та з губернатором Львівської області Олегом Синюткою.
- Акція у Львівській міськраді, січень 2016 року.

Спільно з громадськістю Львова взяли активну участь обговорення положення про створення громадських колегій при управліннях ЛМР.
- Блокада російського тютюнового монополіста "Мегаполіс", січень 2016 року.[21][22]

Активісти “Учасники Бойових Дій та волонтери АТО Галичини “ ,«Рабів до раю не пускають», “ Автомайдан оновлений”, “ «Координаційна рада сотень Майдану», НВР Правий сектор, «Самооборона Львівського Євромайдану», «Варта 1», «Варта 700», «Всеукраїнська організація учасників АТО», «Спілка соціального захисту прав бійців АТО та сімей загиблих», «Автосотня Самооборони», «Пріоритет права», «Економічний бойкотний рух», «Народна Самооборона» «Воля і честь», “Львівський координаційний штаб допомоги фронту “ та ряд інших громадських організацій. заблокували два склади тютюнових виробів Торгової компанії «Мегаполіс-Україна» у Львові на вул. Городоцькій, 359 та вул. Навроцького-Бузковій. Масштабну акцію блокування складів компанії «Мегаполіс-Україна» розгорнули 12 січня відразу у шести містах України.
- Акція проти «Альфа-банк», лютий 2016 року.

Спільно з громадськими організаціями Львова, ГО "Рабів до Раю не пускають" та ГО "Автосотня" провели театралізовану акцію «похорону Альфа-банку» у Львові.
- Акція протесту у Сервісному центрі МВС, березень 2016 року.[23]

Акція протесту у львівському сервісному центрі МВС, на якій вимагали звільнити керівника установи Олександра Плашовецького. Підставою для пікету стало отримання російським консульством отримало номерних знаків старого зразка.
- Прокуратура Львівщини, березень 2016 року.

Під час представлення нового прокурора Львівської області Віталія Мякішева, спільно з активістами висловили протест у зв'язку з тим, що Мякішева призначили без конкурсу.
- Акція протесту у Львівській міськраді, червень 2016 року.

Акція протесту з вимогою відставки мера Львова Андрія Садового. Іван Спринський став одним з організаторів театралізованого мітингу під Ратушею, на якому мера закликали «реально працювати».
- Акція "Вивіз сміття", червень 2016 року.

ГО "Автосотня" разом з ГО «Розвитку громади» та ГО "Рабів до Раю не пускають" протестували, у зв'язку з ситуацію, що виникла з проблемою вивозу сміття зі Львова. До будинку мера Львова звезли пакети зі сміттям і закликали львів'ян повторити це.
- Акція у Львівській психіатричній лікарні, червень 2016 року.

Члени «Рабів до раю не пускають» провели акцію протесту в адмінбудівлі лікарні, проти свавілля головного лікаря ФІльця по відношенню до підлеглих.
- Акція під «ДТЕК Західенерго», січень 2017 року.[24] [25] [26]

Члени «Рабів до раю не пускають» провели акцію протесту вимагаючи повернути компанію у держвласність. У лютому 2017 року навпроти головного входу на підприємство було спалено опудало Рината Ахметова і закликом повторювати такі акції по всій країні.
- «Укрспирт», квітень 2017 року.

До правоохоронних органів було подано заяву на в. о. керівника Андрій Акіменко, щодо ухиляння «Укрспирт» від сплати податків та причетні до незаконного заволодіння майном.
- Акція під магазином Roshen, липень 2017 року. [27] [28]

Під центральним магазином Roshen було проведено акцію протесту з гаслами «Олігархічним династіям стоп», «Диктаторській країні – ні», «Петро, не будь Чаушеску». та заклеєно вітри магазину з відповідними наклейками.
- Акція у магазині Gloria Jeans, липень 2017 року.[29]

Разом з активістами ГО "Рабів до раю не пускають" блокував роботу магазину Gloria Jeans в ТРЦ Victoria Gardens. Причиною цієї акції стало побиття у Києві активістів, які протестували проти відкриття нового магазину російської мережі Gloria Jeans.
- Акція у Львівському ювелірному заводі, вересень 2017 року.

Причиною пікету була вимога створення громадської ради при Львівському ювелірному заводі, у зв'язку з тим що екс-директор заводу Володимир Кузовкін та тодішній в. о. керівника Роман Мончин були причетні до «фінансового знекровлення» підприємства, а сам завод підводили до банкрутства, щоб приватизувати.
- Пікет військового лісокомбінату, листопад 2017 року.

Вимагав скасування призначення Тараса Никончука на посаду в. о. керівника держпідприємства «Львівський військовий лісокомбінат». 
- Реформа медицини, листопад 2017 року.

Після затвердження народними депутатами медреформи, Спринський І.М було подано заяву в поліцію та прокуратуру, з вимогою відкрити справу через порушення конституційних прав громадян України.
- Приймальня мера Львова, грудень 2017 року.[30]

Після скандалу з картою окупованих територій на безпековому форумі, спільно з Львівськими активістами заблокували приймальню Андрія Садового, вимагаючи мера подати у відставку.
- Звернення щодо захисту НАБУ та САП. грудень 2017 року. [31]

8 грудня, ГО «Рабів до раю не пускають» та ряд інших громадських організацій звернулись до Державного департаменту США та міжнародної спільноти щодо захисту НАБУ та САП від злочинних посягань посадовців.
- Львівська митниця, червень 2018 року. [32] [33]

Спільно з «Авто Євро Сили» було проведено акції на митних постах, вимагаючи звільнення керівника митниці Левка Прокіпчука. У вересні Прокіпчук написав заяву на звільнення, але у підсумку таки залишився на посаді.
- Прокуратура Львівщини, жовтень 2018 року.

Спільно з громадськими організаціями Львова було проведено  пікети біля обласної прокуратури, НАБУ та поліції, з вимогою припинити безпідставні переслідування громадських активістів.
- Євробляхи, листопад 2018 року. [34]

Спільно із ГО«Авто Євро Сила» було організовано кількаденну акції протесту під ЛОДА проти закону про розмитнення авто на єврономерах. На початку травня 2019 року було створення груп для захисту водіїв від «свавілля поліції».
- Галицький райсуд Львова, листопад 2018 року.

ГО "Рабів до Раю не пускають" заблокувала роботу голови Галицького райсуду Ірини Волоско, вимагаючи у неї пояснень про корупційні справи щодо митників. Також озвучили заяву, що домагатимуться звільнення Ірини Волоско і збиратимуть інформацію про усіх суддів, які випускають злочинців на волю.
- Круглий стіл "Майдан - незавершена Революція за зміну Системи". грудень 2018[35]

Виступ Івана Спринського на круглому столі .
- Виконком ЛМР, травень 2019 року. [36]

Причиною блокування роботи виконкому цього разу стали виплачені власникам ЛАЗу борги за поставлені у 2009-2010 роках автобуси. Разом із учасниками кількох різних львівських громадських організацій оголосили під стінами Ратуші безстрокову акцію протесту.

## Переслідування з боку правоохоронців
- Виклик на допит у Сихівський відділ поліції. жовтень 2018 року[37]

У вівторок, 16 жовтня, о 9 ранку керівник ГО «Рабів до раю не пускають» Іван Спринський з’явився до Сихівського відділку поліції. Його мали допитати як свідка у справі про захоплення державної будівлі. Розслідування стосувалось події, які сталися 9 жовтня 2018 року. Тоді Іван Спринський разом із представниками громадськості, аби зафіксувати факт корупційного злочину, намагалися потрапити до кабінету начальника Державної фіскальної служби Львівщини. Активістам стало відомо, що в той же час в кабінеті начальника ДФС мали передати велику суму хабаря керівнику служби.

Допит так і не відбувся, оскільки Іван Спринський подав клопотання, аби допит відбувався публічно.
«Хочемо спитатися працівників слідства і вже на днях працівників прокуратури: що саме відбувається? Вони виконують замовлення митниці чи вони виконують замовлення Генеральної прокуратури, бо жодних ознак незаконних дій, на наш погляд, в наших вчинках не було», – прокоментував Іван Спринський.
- Підозра у хуліганстві. вересень 2019 [38]

У вівторок, 24-го вересня, слідчі Галицького райвідділку поліції офіційно вручили Івану Спринському підозру у хуліганстві, який у травні 2019 року облив фарбою двох чиновників Львівської міськради. Причиною таких дій стала виплата ЛМР власнику ЛАЗу Ігору Чуркіну (громадянину РФ) боргу за поставлені у 2009-2010 роках автобуси. 
- Новоствореному медичному підрозділу волонтери подарували три автомобілі. [39]
- Іван Спринський: в житті найголовніше - власна гідність та сім'я. [40]
- Іван Спринський приїхав на допомогу АЗС 13018 Укрнафта. [41]
- До авта керівника організації "Рабів до раю не пускають" жбурнули гранату. [42]
- У Львові кинули гранату в авто місцевого активіста: опубліковано фото і подробиці. [43]
- У Львові у автомобіль активіста підклали гранату. [44]
- "Це може бути через мою діяльність проти торгівлі людьми", - активіст Іван Спринський. [45]
- 18 квітня 2019 року представники ГО “Рабів до раю не пускають”, ГО “Пріоритет права”, ГО «Автосотня самооборони», ГО «БУР» та громадської ініціативи «Прості Українці» з’ясували, що земельні ділянки, на яких розміщений ЛАЗ не мають кадастрових номерів. [46]
- Реакція Спринського на оголошену йому підозру: МВС стане НКВД [47]
- "Віконський взагалі повинен сидіти у в'язниці", - Іван Спринський про розгін активістів у Соснівці. [48]

| українська персоналія | Це незавершена стаття про особу, що має стосунок до України. Ви можете допомогти проєкту, виправивши або дописавши її. |

1. ↑  Львівські волонтери відправили на схід України ще три автомобілі з допомогою для бійців - DailyLviv.com. dailylviv.com (укр.). Архів оригіналу за 9 жовтня 2019. Процитовано 9 жовтня 2019.
2. ↑  Новини Львова: Львівські волонтери повернулись з чергової поїздки в зону АТО. Гал-інфо. Архів оригіналу за 9 жовтня 2019. Процитовано 9 жовтня 2019.
3. ↑  Denis Pilat (8 грудня 2014). Всі поїздки основний. Архів оригіналу за 18 травня 2015. Процитовано 9 жовтня 2019.
4. ↑  Перше вересня у Львові: замість квітів – допомога армії. tvoemisto.tv. Процитовано 12 жовтня 2023.
5. ↑  Львів формує чергову автоколону на Майдан до Києва - Рідна країна. Архів оригіналу за 9 жовтня 2019. Процитовано 9 жовтня 2019.
6. ↑  Zaxid.net. Львів відправив до Києва 45 авто та 8 мікроавтобусів з активістами. ZAXID.NET (укр.). Архів оригіналу за 9 жовтня 2019. Процитовано 9 жовтня 2019.
7. ↑  ЛЬВІВ'ЯНИ ПІКЕТУЮТЬ УПРАВЛІННЯ МІЛІЦІЇ. tvoemisto.tv. 28 березня 2014. Процитовано https://tvoemisto.tv/news/pid_militsiyu_lvova_znovu_prynesly_shyny_63018.html. {{cite web}}: Зовнішнє посилання в |accessdate= (довідка)
8. ↑  Громада Львівщини проти Ірини Сех • Версия для печати • Портал АНТИКОР. antikor.com.ua. Архів оригіналу за 9 жовтня 2019. Процитовано 9 жовтня 2019.
9. ↑  У Львові активісти пікетували російське консульство. ua.korrespondent.net (рос.). Процитовано 11 жовтня 2023.
10. ↑  Zaxid.net (13 червня 2015). У Львові до Дня Росії активісти зняли табличку з Генконсульства РФ. ZAXID.NET (укр.). Процитовано 12 жовтня 2023.
11. ↑  У Львові активіст демонтував табличку російського консульства (відео, оновлено) - DailyLviv.com. dailylviv.com (укр.). Архів оригіналу за 9 жовтня 2019. Процитовано 9 жовтня 2019.
12. ↑  Zaxid.net (3 червня 2014). Після зустрічі з активістами головного лісника Львівщини забрала швидка. ZAXID.NET (укр.). Процитовано 12 жовтня 2023.
13. ↑  Zaxid.net (28 липня 2014). Львівські активісти обіцяють принести тонни тухлої капусти під польське консульство. ZAXID.NET (укр.). Процитовано 12 жовтня 2023.
14. ↑  Автосотня Львова організовує автопробіг до річниці Євромайдану. Стрічка новин Львова. 21 листопада 2014. Процитовано 12 жовтня 2023.
15. ↑  Активісти стверджують, що голова Об’єднання профспілок Львівщини розкрадав профспілкову нерухомість — Високий Замок. wz.lviv.ua (укр.). 13 березня 2015. Процитовано 12 жовтня 2023.
16. ↑  20% від волонтерських сборів віддавали свинячою головою. Варіанти (укр.). Процитовано 12 жовтня 2023.
17. ↑  Zaxid.net (17 серпня 2015). «Пишіть заяви на звільнення». ZAXID.NET (укр.). Процитовано 12 жовтня 2023.
18. ↑  Львів’ян закликають забирати гроші з російських банків. portal.lviv.ua (укр.). Архів оригіналу за 17 жовтня 2019. Процитовано 9 жовтня 2019.
19. ↑  Zaxid.net (27 серпня 2015). За прикладом Саакашвілі. ZAXID.NET (укр.). Процитовано 12 жовтня 2023.
20. ↑  На Львівщині активісти знову взялися за незаконні забудови біля водойм – на черзі озеро в Брюховичах (укр.). Архів оригіналу за 9 жовтня 2019. Процитовано 9 жовтня 2019.
21. ↑  Львівські учасники пікетування “Мегаполіса” скоординувалися з ГУ ДФС і СБУ. Український погляд (укр.). Архів оригіналу за 9 жовтня 2019. Процитовано 9 жовтня 2019.
22. ↑  Блокада тютюнових монополістів дає перші результати (оновлено). Громадське Львів (укр.). 13 січня 2016. Архів оригіналу за 9 жовтня 2019. Процитовано 9 жовтня 2019.
23. ↑  Новини Львова: Під стінами Сервісного центру МВС відбувся малолюдний мітинг. Гал-інфо. Процитовано 12 жовтня 2023.
24. ↑  Сьогодні у Львові заблоковано приміщення ПАТ «ДТЕК Західенерго» - То є Львів. То є Львів (укр.). 31 січня 2017. Архів оригіналу за 9 жовтня 2019. Процитовано 9 жовтня 2019.
25. ↑  Активісти вимагають націоналізувати підприємства Ахметова. Часопис. Новини Тернополя (укр.). 22 грудня 2016. Архів оригіналу за 9 жовтня 2019. Процитовано 9 жовтня 2019.
26. ↑  Проти монополії донецької мафії: Активісти анонсували попереджувальну акцію - вимагатимуть повернення у держвласність Бурштинської ТЕС. Агенція новин Фітрка. Архів оригіналу за 9 жовтня 2019. Процитовано 9 жовтня 2019.
27. ↑  Вітрини магазину Roshen у Львові обклеїли антипрезидентськими листівками. antikor.com.ua. Архів оригіналу за 9 жовтня 2019. Процитовано 9 жовтня 2019.
28. ↑  Gazeta.ua (28 липня 2017). "Олігархічним династіям стоп" - магазин Roshen обклеїли листівками. Gazeta.ua (укр.). Архів оригіналу за 9 жовтня 2019. Процитовано 9 жовтня 2019.
29. ↑  Zaxid.net (17 липня 2017). У найбільшому ТРЦ Західної України пікетували магазин російської мережі Gloria Jeans. ZAXID.NET (укр.). Процитовано 12 жовтня 2023.
30. ↑  Zaxid.net (1 грудня 2017). Близько сотні чоловіків заблокували приймальню мера Львова. ZAXID.NET (укр.). Процитовано 12 жовтня 2023.
31. ↑  НовиниГромадські активісти звернулись до міжнародної спільноти щодо захисту НАБУ та САП. Гал-інфо. Архів оригіналу за 9 жовтня 2019. Процитовано 9 жовтня 2019.
32. ↑  "Збирай речі, Прокіпчук", — активісти принесли валізу керівнику львівської митниці. Новини Львова та Західної України| VARTA1 (укр.). 7 травня 2019. Архів оригіналу за 9 жовтня 2019. Процитовано 9 жовтня 2019.
33. ↑  Чи влізе у клітку: активісти у Львові зняли з митників мірки на в'язничну форму (відео). Інформаційне агентство «Вголос». 5 червня 2019. Архів оригіналу за 9 жовтня 2019. Процитовано 9 жовтня 2019.
34. ↑  Facebook. www.facebook.com. Процитовано 12 жовтня 2023.
35. ↑  Захистити підприємців, які підтримують нас - Іван Спринський (укр.), процитовано 12 жовтня 2023
36. ↑  Спринський обливає Васьківа фарбою (укр.), процитовано 9 жовтня 2019
37. ↑  Львівського активіста Івана Спринського викликали на допит у Сихівський відділ поліції (укр.), процитовано 9 жовтня 2019
38. ↑  Івана Спринського звинувачують в хуліганстві. 032.ua - Сайт міста Львова (укр.). Архів оригіналу за 9 жовтня 2019. Процитовано 9 жовтня 2019.
39. ↑  Новоствореному медичному підрозділу волонтери подарували три автомобілі - НГУ. ngu.gov.ua. Архів оригіналу за 9 жовтня 2019. Процитовано 9 жовтня 2019.
40. ↑  Іван Спринський: в житті найголовніше - власна гідність та сім'я. 032.ua - Сайт міста Львова (укр.). Архів оригіналу за 9 жовтня 2019. Процитовано 9 жовтня 2019.
41. ↑  Іван Спринський приїхав на допомогу АЗС 13018 Укрнафта MOV01601 (укр.), процитовано 9 жовтня 2019
42. ↑  Іван Спринський - Еспресо TV - Стр. 1. espreso.tv. Архів оригіналу за 9 жовтня 2019. Процитовано 9 жовтня 2019.
43. ↑  У Львові кинули гранату в авто місцевого активіста: опубліковано фото і подробиці. Апостроф (укр.). Архів оригіналу за 9 жовтня 2019. Процитовано 9 жовтня 2019.
44. ↑  У Львові у автомобіль активіста підклали гранату. ukranews_com (ua) . 23 червня 2018. Архів оригіналу за 9 жовтня 2019. Процитовано 9 жовтня 2019.
45. ↑  "Це може бути через мою діяльність проти торгівлі людьми", - активіст Іван Спринський (укр.), процитовано 9 жовтня 2019
46. ↑  Територію Львівського автобусного заводу незаконно забудовують. Вежа (укр.). Архів оригіналу за 9 жовтня 2019. Процитовано 9 жовтня 2019. [Архівовано 2019-10-09 у Wayback Machine.]
47. ↑  Реакція Спринського на оголошену йому підозру: МВС стане НКВД - Четверта студія. 4studio.com.ua. Архів оригіналу за 9 жовтня 2019. Процитовано 9 жовтня 2019.
48. ↑  "Віконський взагалі повинен сидіти у в'язниці", - Іван Спринський про розгін активістів у Соснівці (укр.), процитовано 9 жовтня 2019